# Novo Nordisk
Novo Nordisk A/S es una empresa farmacéutica danesa. Surge de la fusión de las compañías danesas Novo Industri A/S y Nordisk Gentofte A/S en 1989. Es una de las empresas líderes en el segmento de las insulinas y cuidados de la diabetes en general. También actúa en los segmentos de tratamientos contra enfermedades como la hemofilia (control de la hemostasia), tratamientos con hormona del crecimiento y tratamientos de terapia de sustitución hormonal. 

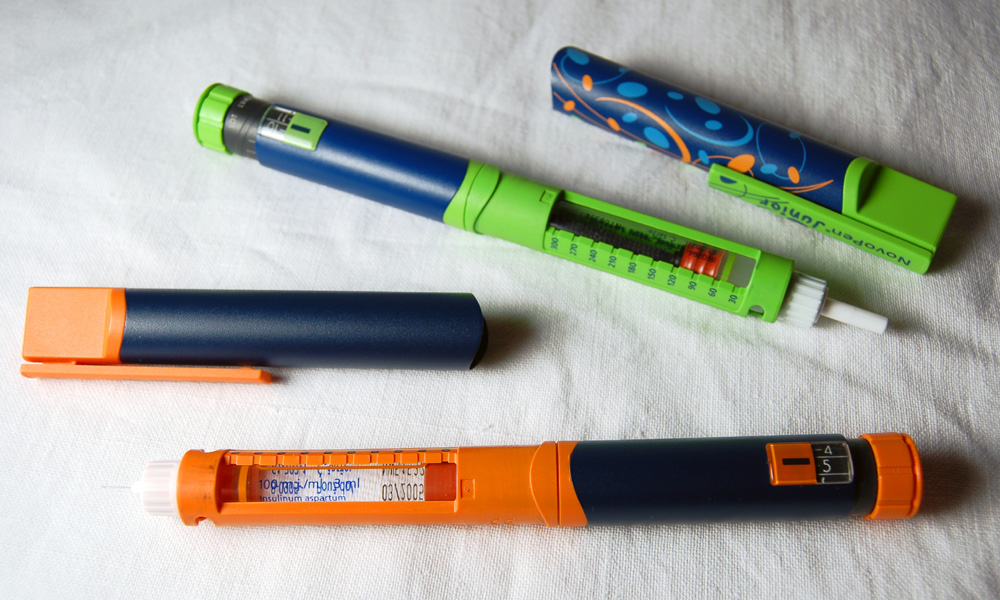
Diferentes modelos de Novo Nordisk de plumas o bolígrafos de insulina precargados

Se la considera la mayor empresa de Dinamarca y una de las más grandes farmacéuticas de Europa. Cotiza en el OMX Copenhague 25, el principal índice bursátil del país, en el cual tiene una ponderación o peso del 33,27%
Novo Nordisk es una empresa internacional que produce sus productos en 7 países, con oficinas o subsidiarias en 76 países. Emplea a más de 40.300 personas en todo el mundo y sus productos se venden en 179 países.
Novo Nordisk es un miembro de pleno derecho de la European Federation of Pharmaceutical Industries and Associations (EFPIA). Novo Nordisk ha sido considerada como la 25 entre las 100 mejores compañías a trabajar para 2010 por la revista Fortune.